# Хеч
Хеч (рум. Heci) — село у повіті Ясси в Румунії. Входить до складу комуни Леспезь.
Село розташоване на відстані 325 км на північ від Бухареста, 73 км на захід від Ясс.

## Населення
За даними перепису населення 2002 року у селі проживали 2265 осіб, з них 2263 особи (99,9%) румунів. Усі жителі села рідною мовою назвали румунську.